# CAMCA
 (juillet 2024).
La mise en forme du texte ne suit pas les recommandations de Wikipédia : il faut le « wikifier ».
Les points d'amélioration suivants sont les cas les plus fréquents :
- Les titres sont pré-formatés par le logiciel. Ils ne sont ni en capitales, ni en gras.
- Le texte ne doit pas être écrit en capitales (les noms de famille non plus), ni en gras, ni en italique, ni en « petit »…
- Le gras n'est utilisé que pour surligner le titre de l'article dans l'introduction, une seule fois.
- L'italique est rarement utilisé : mots en langue étrangère, titres d'œuvres, noms de bateaux, etc.
- Les citations ne sont pas en italique mais en corps de texte normal. Elles sont entourées par des guillemets français : « et ».
- Les listes à puces sont à éviter, des paragraphes rédigés étant largement préférés. Les tableaux sont à réserver à la présentation de données structurées (résultats, etc.).
- Les appels de note de bas de page (petits chiffres en exposant, introduits par l'outil «  Source ») sont à placer entre la fin de phrase et le point final[comme ça].
- Les liens internes (vers d'autres articles de Wikipédia) sont à choisir avec parcimonie. Créez des liens vers des articles approfondissant le sujet. Les termes génériques sans rapport avec le sujet sont à éviter, ainsi que les répétitions de liens vers un même terme.
- Les liens externes sont à placer uniquement dans une section « Liens externes », à la fin de l'article. Ces liens sont à choisir avec parcimonie suivant les règles définies. Si un lien sert de source à l'article, son insertion dans le texte est à faire par les notes de bas de page.
- La présentation des références doit suivre les conventions bibliographiques. Il est recommandé d'utiliser les modèles {{Ouvrage}}, {{Chapitre}}, {{Article}}, {{Lien web}} et/ou {{Bibliographie}}. Le mode d'édition visuel peut mettre en forme automatiquement les références.
- Insérer une infobox (cadre d'informations à droite) n'est pas obligatoire pour parachever la mise en page.

Pour une aide détaillée, merci de consulter Aide:Wikification.
Si vous pensez que ces points ont été résolus, vous pouvez retirer ce bandeau et améliorer la mise en forme d'un autre article.
CAMCA est créée en 1946, à l’initiative des Caisses Régionales du Crédit Agricole, dans l’objectif de se prémunir contre le vol et les autres risques opérationnels. Depuis, CAMCA a progressivement étendu son champ d’intervention à l’ensemble des risques opérationnels (incendie, accidents et risques divers) auxquels sont confrontés ses sociétaires, et au parabancaire. Aujourd’hui, CAMCA est un groupe d’assurance au service du Groupe Crédit Agricole et de ses clients, actif dans les domaines d’expertise suivants. CAMCA assure les risques opérationnels propres aux Caisses Régionales et aux filiales du Groupe Crédit Agricole ainsi que les comptes et/ou les moyens de paiement des clients des Caisses Régionales, de LCL, de BforBank et de Crédit Agricole Consumer Finance. Deux autres entités d’assurance et de réassurance de droit Luxembourgeois viennent par ailleurs enrichir les offres de services délivrées aux diverses entités du Groupe Crédit Agricole :
- CAMCA Assurance S.A. : filiale de droit Luxembourgeois créée en 1997, la filiale permet d’assurer la clientèle du Groupe Crédit Agricole qui ne peut prendre le statut de sociétaire de la Mutuelle. La vocation première de l’entité est de traiter en Libre Prestation de Service (LPS) le cautionnement des prêts à l’habitat délivrés par le réseau. En 2024, l’encours de prêts cautionnés s'élève à 177 milliards €. Avec cette offre particulière, CAMCA Assurance propose une alternative à l’hypothèque.

- CAMCA Réassurance S.A. : filiale de droit Luxembourgeois créée en 1992, la compagnie de réassurance constitue un outil de gestion des risques à long terme au service de CAMCA Mutuelle et de CAMCA Assurance.

CAMCA Courtage, filiale créée en 2000, complète le champ d’intervention des sociétés précitées tant dans les domaines de l’assurance que de la réassurance. À ce titre, elle conçoit des solutions assurantielles sur mesure pour le compte d’entreprises et de groupements, aussi bien pour certaines filiales du Groupe Crédit Agricole que pour des entités totalement indépendantes de ce dernier. Ainsi, elle apporte son expertise pour les assurances adossées par exemple aux activités Leasing, Énergies Renouvelables ou Immobilières exercées par le Groupe ; elle intervient également pour le compte de grands opérateurs dans le domaine des jeux et paris disposant de réseaux de distribution très denses maillant l’ensemble du territoire national.

## Principe et coût de la garantie
Cette garantie est accordée en fonction de l'objet, du montant du prêt et du taux d'endettement de l'emprunteur.
Il s'agit d'une caution simple dont le coût, supporté par l'emprunteur, est inférieur à celui d'une hypothèque.
Le coût de la caution est calculé en fonction du capital emprunté et de la durée du prêt.
La garantie caution délivrée par la CAMCA ne peut être obtenue qu'au travers le réseau Crédit agricole.
Attention: bien que cette entreprise utilise le terme de "caution", la caution versée, par exemple dans le cadre d'un prêt immobilier, ne sont pas rendues à l'emprunteur car il s'agit d'une prime unique de couverture pour protéger les caisses contre le défaut des emprunteurs. 